# Aplosporella prosopidina
Aplosporella prosopidina är en svampart som beskrevs av Petr. 1954. Aplosporella prosopidina ingår i släktet Aplosporella och familjen Botryosphaeriaceae.   Inga underarter finns listade i Catalogue of Life.